# Осман I
Осма́н I Га́зи (осман. عثمان غازی‎, тур. Osman Bey, I. Osman, Osman Gazi, ум. 1324) — первый правитель Османского бейлика в Малой Азии (1299—1324).
Осман считается основателем Османской империи, просуществовавшей до начала XX века. В правление Османа бейлик стал независимым, его границы были существенно расширены за счёт территорий, захваченных у Византии в Малой Азии. При Османе сложились основные органы управления, были введены налоги.
Осман является родоначальником династии Османов, бессменно правившей Османским государством.
При Османе его племя было обращено в ислам. Он сумел использовать идеологию «гази» для оправдания набегов и войн, что выделило его среди других малоазийских эмиров. Меч Османа является государственной реликвией, церемониальным атрибутом возведения на трон и символом борьбы за веру.

## Проблема источников
Понятно, что ни одна из теорий истоков Османской империи, старая или современная, не является  бесспорной. Точно так же почти все традиционные рассказы про Османа Гази являются вымышленными. Лучшее, что может сделать современный историк, это признать откровенно, что самая ранняя Османская история — это чёрная дыра. Любая попытка заполнить этот пробел приведёт просто к созданию ещё одной сказки.Колин Имбер
Из-за нехватки современных Осману исторических источников, о его жизни известно очень мало фактической информации. Нет ни одного письменного свидетельства о его правлении, поскольку практически все документы оказались позднейшими фальшивками. Поэтому все сведения об Османе основаны на устных преданиях и легендах о нём, возникших и сложившихся намного позже. Из османских источников самый ранний, дошедший до нас — Хроника дома Османов (Тева-рих-и аль-и Осман) Ашикпашазаде, начатая в 1476 году. Первым известным летописцем империи был Яхши Факых (ум. после 1413), отец которого был имамом у Орхана. Яхши Факыхом составлена хроника от Османа до Баязида I (1398—1402 годы), которая называлась «Описания подвигов дома Османов до Йылдырым-хана». Оригинал этой хроники не сохранился, однако считается, что она почти дословно вошла в труд Ашикпашазаде и некоторых других османских историков. Из этого же текста почерпнуты сведения о самом Яхши Факыхе. Ашикпашазаде писал, что он останавливался в доме Яхши Факыха в 1413 году, и тот дал ему свою Историю, из которой Ашикпашазаде «пересказал» события. Орудж писал: «Если спросить меня, откуда мне известно об этих событиях и где я о них узнал, я сошлюсь на очевидца [описание очевидца] дервиша, который живёт сейчас в городе Константина [Стамбуле]. Его зовут Дервиш Ахмед Ашики, мудрый человек ста лет. […] Он записал эти события. Но его источником был сын имама Орхана Гази, Яхши Факыха, который жил до правления Султана Мехмеда, отца Султана Мурада». Поскольку история жизни основателя династии впервые была записана в XV веке через полтора века после его смерти, то к этому времени успели оформиться устоявшиеся легенды и предания. Также нельзя забывать, что все эти хроники создавались в конце XV — начале XVI веков под контролем и часто по заказу потомков Османа. Исследователи считают, что отделить реальность от вымысла в рассказах о начальном периоде османской истории крайне сложно, если это вообще возможно. Например, Колин Имбер писал, что почти все рассказы об Османе, имеющиеся в хрониках XV века, являются придуманными: «самый элементарный текстовый анализ показывает, что почти все „факты“, об Османе Гази и его последователях на самом деле фикция».

## Имя
Некоторые ученые утверждали, что первоначальное имя Османа было турецким, вероятно, Атман или Атаман, и только позже было сменено на арабское имя — Осман. Самые ранние византийские источники, в том числе Георгий Пахимер, современник Османа, записывают его имя как Ατουμάν (Атуман) или Ατμάν (Атман), тогда как греческие источники регулярно передают как арабскую форму ʿUthmān (Усман), так и турецкую версию ʿOsmān (Осман) с θ, τθ или τσ. Ранний арабский источник, упоминающий его, в одном случае также пишет ط, а не ث например. Таким образом, Осман, возможно, позже в своей жизни принял более престижное мусульманское имя. Арабские ученые, такие как Шихаб аль-Умари и Ибн Хальдун, использовали имя Осман, в то время как Ибн Баттута, посетивший регион во время правления Орхана, называл его Османчик (также пишется Отманджик или Османджик). Суффикс «-чик» указывает на уменьшительный вариант в турецком языке, поэтому он был известен под именем Османчик, что означает «Осман Маленький», чтобы отличать его от третьего халифа «Усмана Великого».

## Происхождение
Никаких документальных данных о матери Османа не сохранилось. Энтони Алдерсон указывает, что мать Османа I была предположительно турчанкой, не называя её имени, но традиция присваивает матери основателя династии имя Халиме-хатун. Отцом Османа был легендарный вождь Эртогрул. Нет никаких упоминаний о нём в хрониках того времени, и существование его как реального лица подтверждают только найденные монеты с надписями: «Отчеканена Османом, сыном Эртогрула» и «Отчеканена Османом, сыном Эртогрула, сыном Гюндуз Альпа». Отцом Эртогрула и дедом Османа традиционная устаревшая генеалогия называла Сулеймана-шаха, однако на данный момент считается доказанным, что отцом Эртогрула был Гюндюз Альп. Более далёких предков Османа проследить невозможно, как писал Гиббонс в книге «Основание Османской империи»: «Мы не можем установить родословную Османа». Через сто с лишним лет, в XV веке после захвата Константинополя Мехмед II озаботился облагораживанием происхождения своих предков. Одна из составленных для него генеалогий возводит род османов к Ною, другая — к Огуз-хану. Также Мехмед II поддерживал версию о том, что его семья якобы происходит от Комнинов.
Ко второй половине XIII века на территории Малой Азии существовало два крупных государства, у каждого из которых период расцвета был позади. Византийская империя, уже пережившая распад после захвата Константинополя в 1204 году на Латинскую, Никейскую и Трапезундскую империи, временно возродилась в 1261 году на уменьшенной территории. Конийский султанат, осколок Сельджукской империи, в своё время отвоевавшей у Византии территории, подвергался набегам монголов, постепенно сдавая позиции. Под напором монголов в Анатолию из Средней Азии перекочёвывали тюркские племена, среди которых было и племя кайы, одно из двух родов (кайы и баяндыр) входящих в туркменское племя гёкленов которое некоторое время находилось на службе у правителей Персии (по записям Российского Императорского Общества 1880 г.)Турецкая историческая традиция гласит, что Алаэддин Кей-Кубад пожаловал Эртогрулу удж (пограничная область султаната) на границе с Византией в удел. Все османские источники пересказывают эту легенду в различных вариантах. Есть различные описания предыстории этого события. Согласно одному, небольшое подразделение кайы (400—500 шатров) во главе с Эртогрулом, спасаясь от набегов монголов, направилось во владения сельджукского султана Алаэддина Кей-Кубада и обратилось к нему за покровительством. Согласно другому, откочевав в Малую Азию, Эртогрул со своим отрядом воинов оказался на поле боя двух неизвестных ему отрядов воинов. Посоветовавшись со своими людьми, он по-рыцарски принял сторону проигрывавших, тем самым изменив соотношение сил и обеспечив им победу. Это были войска султана Алаэддина Кей-Кубада, сражавшиеся с отрядом монголов. Земельный надел был наградой Эртогрулу от султана. При этом Эртогрул дал обязательство отражать нападения Византии, стремящейся вернуть эти ранее принадлежащие ей земли. Точный размер земель, находившихся под контролем Эртогрула к моменту его смерти и переданный им сыну, неизвестен.

## Биография

### Начальные годы. Сны Османа
В литературе годом рождения Османа называется 1258 или ок. 1258, однако без указания источников. Дата эта условна, год его рождения неизвестен, так же как ничего не известно о его ранних годах. Традиционно считается, что в 1281/82 году Эртогрул или умер, или передал власть сыну, став слишком старым (а умер в 1288/89 году); в любом случае, в 1281/82 году Осман стал вождём (беем/беком) рода кайы племени гёклен. По традиции, присущей большинству кочевых племён, вождь утверждался на совете племенной знати. Даже сын Османа проходил эту процедуру. Не все хронисты описывали передачу власти от Эртогрула к Осману как мирный процесс. В хронике османского историка XV века Мехмеда Нешри «Джихан-нума» сохранился рассказ о семейном конфликте. Согласно Нешри, после смерти Эртогрула племя разделилось на тех, кто хотел видеть новым беем Османа, и тех, кто предпочитал Осману брата Эртогрула, Дюндара. Дюндар, понимая, что «у Османа была сильная поддержка», решил признать главенство племянника, а тот простил дяде соперничество. Однако, судя по всему, это примирение было лишь для вида. Осман хотел выступить против византийского коменданта Биледжика, а Дюндар возражал, напоминая Осману, что у них уже достаточно врагов и увеличивать число противников опасно. Осман проигнорировал аргументы дяди, расценив слова Дюндара как попытку подорвать авторитет вождя. Он выстрелил в дядю из лука, чем и убил его. Аналогичную историю, но коротко, сообщал и Ибн Кемаль: «со словами, что ущерб человеку предпочтительнее ущерба обществу, Осман застрелил … своего дядю Дюндара, который стремился стать вождём». Историк К. Кафадар обратил внимание на то, что политика, защищаемая Дюндаром, — это политика Эртогрула. Все источники, упоминающие о конфликте Османа и его дяди, так или иначе показывают резкое изменение политической ориентации в деятельности лидеров бейлика: при Эртогруле бейлик мирно сосуществовал с византийцами и имел сильную напряжённость в отношениях с Гермияном, а при Османе, хотя борьба с племенем Гермиян продолжилась, направление основного удара изменилось — начались набеги на византийцев.

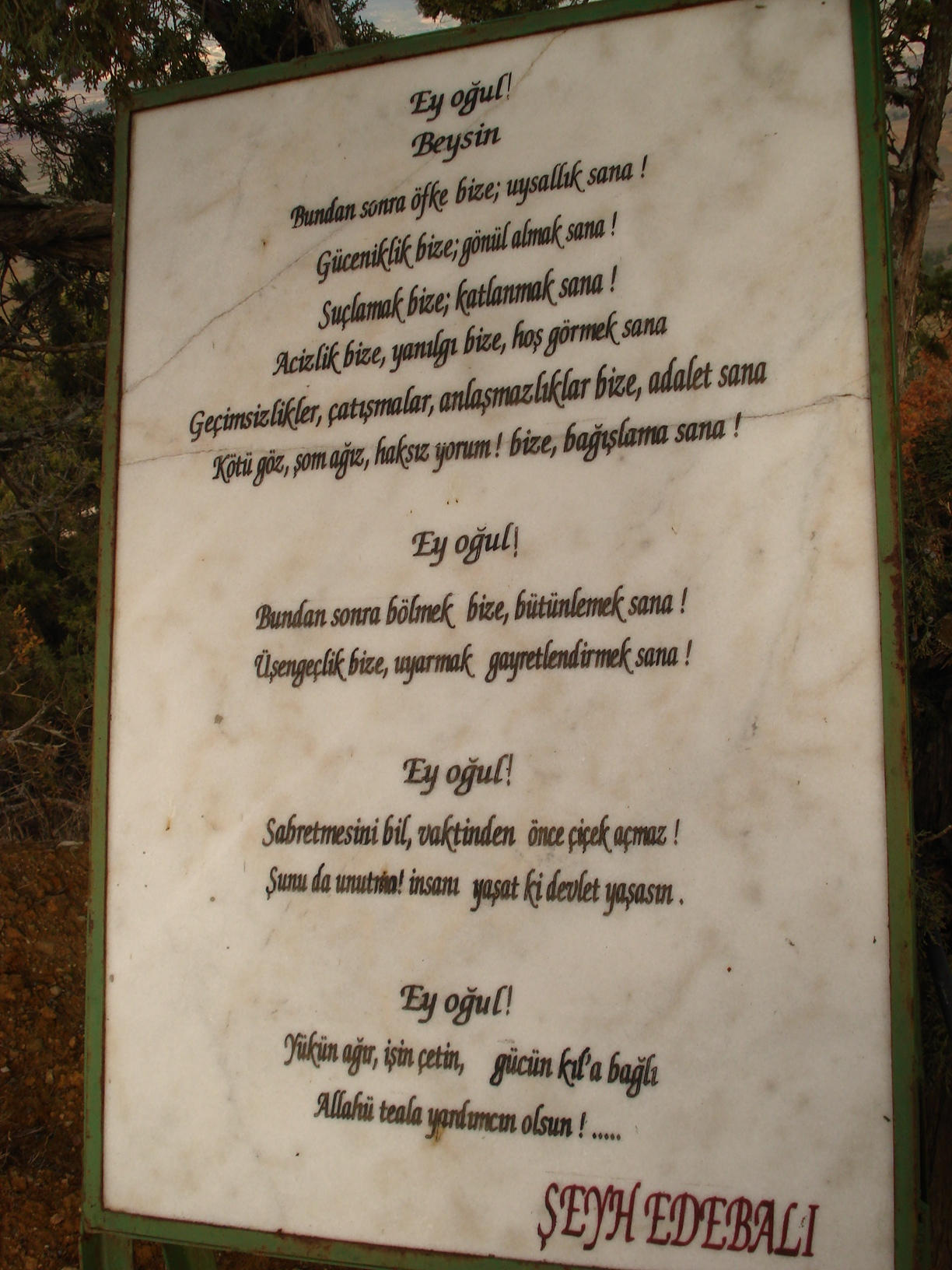
Наставления шейха Эдебали

Именно с Османом связываются два ключевых момента, сыгравших огромную роль в образовании династии и государства: превращение грабительских набегов обычной кочевой орды в священную войну, превращение грабителей в газиев, и возведение династии к благородным корням, к святому человеку — шейху Эдебали. В ранние годы Осман свёл знакомство с этим уважаемым суфийским шейхом. Согласно османской традиции, это произошло после первых побед Османа, в Биледжике. Так называемый «османский династический миф» отражён в легенде о «снах Османа». Самое раннее известное изложение легенды встречается у Ашикпашазаде, который пользовался более ранними источниками, но их количество и достоверность оценить невозможно. Точно известно, что одним из источников была хроника Яхши Факыха.
Первый сон сообщает, что однажды он ночевал в доме праведника (Эдебали). В комнату Османа хозяин принёс и положил Коран. Осман, ещё не обращённый в ислам, увлёкся чтением и всю ночь читал, а под утро уснул, и ему приснился ангел, предрёкший ему и его потомству славу и почести. Проснувшись, Осман принял ислам. Согласно Гиббонсу и Кинроссу, легенда фиксирует тот факт, что кайы были язычниками и только при Османе произошло их обращение. Волна переселенцев-беженцев от вторжения татаро-монголов в XIII веке состояла по преимуществу из язычников. Историки указывают, что принятие племенем ислама произошло после переселения в Анатолию и что Осман был газием. По словам Гиббонса, «обращение в ислам Османа и его племени привело к появлению османов (оттоманов), сплавив вместе различные элементы, обитающие в северо-западном уголке Малой Азии».
Второй сон тоже приснился Осману в доме Эдебали.
Он увидел, как из груди святого взошла луна и опустилась в его собственную грудь. Затем, из его пупка выросло дерево, и тень его накрыла весь мир. Под тенью этой были горы, а от подножия каждой горы текли реки. Некоторые люди пили из этих проточных вод, иные орошали сады, а другие отводили каналы. Пробудившись, Осман пересказал свой сон праведнику, и тот молвил: «Осман, сын мой, поздравляю, ибо Бог даровал верховную власть тебе и твоим потомкам, а дочь моя Малхун станет твоей женой».
История ухаживания за прекрасной Малхун-хатун и покорения её сердца — любимая тема османских авторов, которые придавали большое значение легенде об основателе их империи. Возводя генеалогию османских правителей к праведнику — шейху Эдебали, его дочерью в сказаниях называют Малхун, мать будущего султана Орхана (тогда как ею была другая жена Османа).

### Первые битвы
Удж Османа граничил с территориями Византии. Пока существовала Никейская империя, восточная её граница контролировалась множеством небольших крепостей, в каждой из которых сидел наместник-архонт. С возвращением Константинополя в 1261 году и переносом в него столицы из Никеи азиатские рубежи стали приходить в запустение. Центр был за проливами и не мог оперативно оказать помощь наместникам в пограничных крепостях; Византия практически не имела армии и без призвания наёмников была не в силах защитить себя — по сути, греческие наместники были предоставлены сами себе. Земли кайы включали в себя пастбища в районе Сёгюта и Доманича, а перекочёвка происходила через проход в районе Эрменибели (Арменокастро, совр. Пазариери). Ссылаясь на Яхши Факыха, Ашикпашазаде сообщает, что наместник Инегёля (Яхши Факых называет его Айя Николай, вероятно, по главному храму) чинил препятствия кайы при перекочёвках с зимних пастбищ на летние и обратно. Отряд Османа из 120 воинов выдвинулся из Сегюта в сторону города, но в Эрменибели попал в засаду. Многие воины Османа были убиты и ему пришлось бежать. В этом сражении погиб Уял-коджа (Бал-коджа), сын Сара Бату, брата Османа. Битва, вероятно, происходила в местечке Хамзабей, где существует «Тюрбе Балкоджи-бея». Следующее столкновение с греками тоже было неудачным для Османа. Он напал на укреплённое селение Куладжахисар около Инегёля и сжёг его, но владетель Инегёля перед этим объединил силы с владетелем Мелангии (Караджахисара) и вместе они смогли разгромить силы кайы в окрестностях Доманича. В этом сражении погиб ещё один родич Османа — Сару-Йяты (Сару Баты Савджи-бей)). Место битвы называют «Икиздже». Эти события, называемые в турецкой историографии «битва при Эрменибели» и «битва при Доманиче», вероятно, происходили в середине 1280-х годов: Халил Иналджик датирует битву при Эрменебели и сожжение Куладжахисара 1285 годом, битву при Доманиче 1286/87 годом.

### Правитель бейлика
Первым заметным деянием Османа стал захват Караджахисара в пяти километрах от Эскишехира. Это был важный пункт, контролировавший дорогу на Никею и Константинополь, и Осман сделал его центром своего бейлика. Источники расходятся в датировании этого события. Указывается либо 1289 год, вслед за Ашикпашазаде, либо 1291. Коджа Хюсейн писал об этом завоевании так: «Когда был завоеван Караджахисар, то побежденный правитель его со всеми чадами и домочадцами и всем имуществом был взят в плен. Текфур (архонт) из-за столь славной победы мусульман перешел на службу к султану, а прочее имущество было распределено между победителями. Дома неверных отданы газиям. Беспомощная неверная райя обложена хараджем». Поскольку население города либо бежало, либо было убито и пленено, то город заново был заселён выходцами из различных частей Анатолии, участвовавшими в набеге. Православный храм сразу был преобразован в мечеть.
Осман покорил Биледжик, Ярхисар, Инегёль, Енишехир и окрестности этих городов. Ашикпашазаде датирует захват первых трёх 1299 годом, Орудж и Анонимная хроника — на десятилетие раньше. Обстоятельства захвата описываются Ашикпашазаде так: отец девушки был владельцем крепости и собирался выдать её замуж за владетеля другого города-крепости. Опасаясь объединения их сил, Осман во время свадебного торжества совершил набег и захватил обе крепости. Девушка была взята в плен и выдана замуж за Орхана. В качестве этих крепостей называют Ярхисар и Биледжик. Сразу быстрым набегом был захвачен и Инегёль

### Независимость бейлика

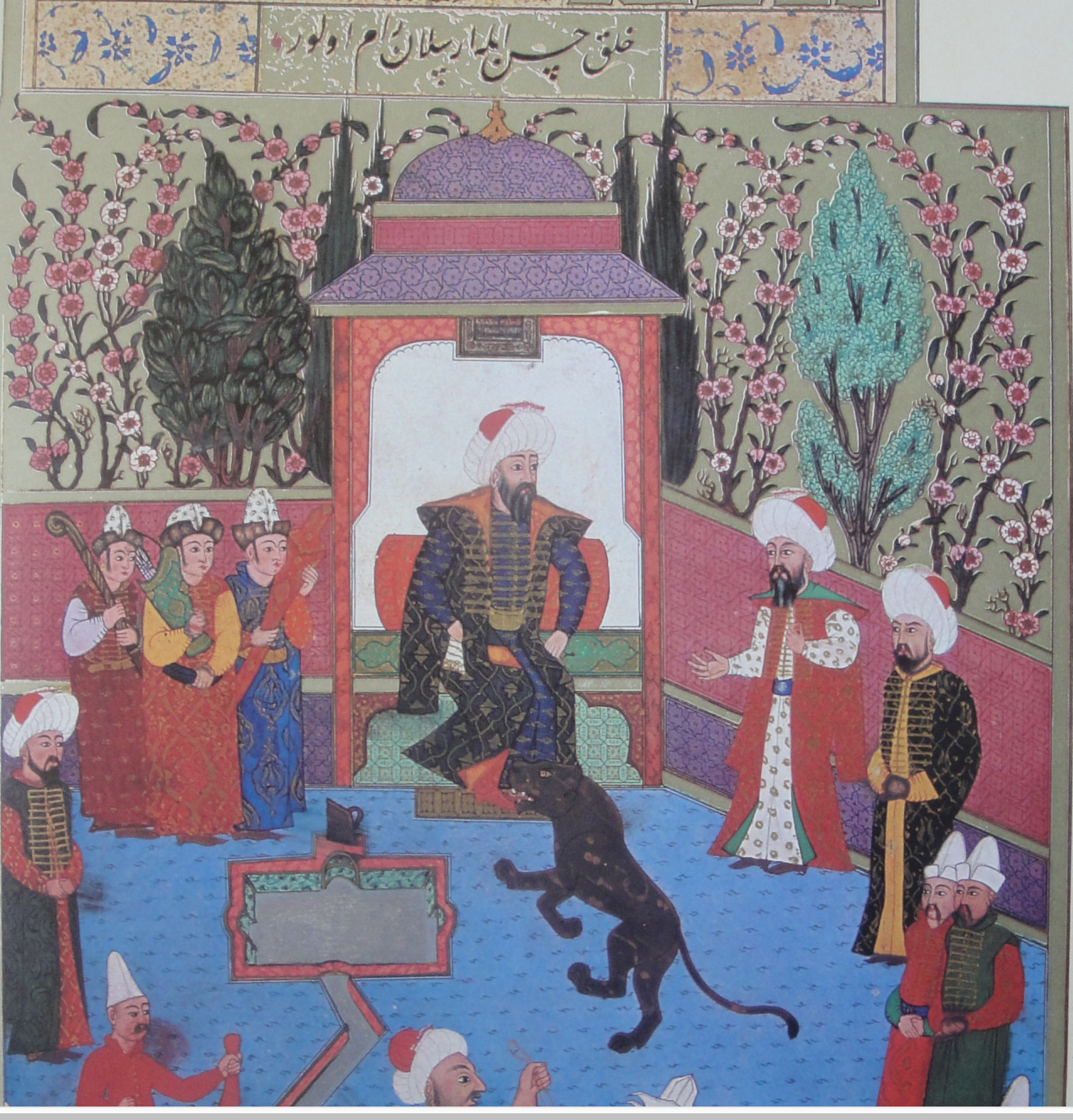
Осман I
Хюнер-наме I, TSM, H1523, f. 49a

Османские историографы утверждали, что около 1290 года Алаэддин Кейкубад II (внук того Алаэддина, который по легенде даровал Эртогрулу удж) даровал Осману титул бея с его символом — бунчукоми барабаном. Трудно сказать, было ли это на самом деле. В XVI веке Нишанджы Феридун Ахмед-паша, собравший имеющиеся документы, фирманы и письма султанов в Муншаат ус-Салатин, указал наличие фирмана от Алаэддина Кейкубада III, датированного 1284 годом. Очевидно, что это подделка, поскольку в этот год султаном был Масуд II.
К 1299—1300 году традиция относит основание независимого османского государства. Большинство исследователей пишет об «объявлении независимости», не описывая процедуру. Гиббонс обходит этот вопрос, нигде не указывая момент образования государства или объявления независимости.

Однако есть мнение, что Осман стал независимым ранее. Стивен Рансимен писал: «В 1291 г. он овладел Mелангией (Караджахисаром) и стал считать себя независимым правителем, о чём свидетельствует тот факт, что в пятничной молитве называлось его имя». Рансимен ссылается на Ашикпашазаде, который тоже связывал это событие с началом чтения хутбы по пятницам в мечети в Караджахисаре. Однако Ашикпашазаде сообщает о захвате Караджахисара и о чтении хутбы в разных местах и датирует разными годами. Начало чтения хутбы у Ашакпашазаде датировано 1300 годом: 
Дурсун Факых сказал:«Мой хан, тебе нужно разрешение султана.» Осман Гази сказал: «Я взял этот город своим мечом.Что такое султан, что я должен получить от него разрешение? Аллах, давший ему султанат, дал мне завоевать ханство».<...> Это было в 699 году.Ашикпашазаде
Исследователи считают, что, хотя эта дата возникла в более поздних трудах, в XV веке, однако её появление не случайно. Примерно в 1299—1300 годах в Анатолии сложилась ситуация, когда формальный сюзерен, Конийский султанат, разрушаемый изнутри усобицами после смерти Масуда II, не имел сил удерживать своих уджбеев. То, что Осман действительно с какого-то момента был (или считал себя) независимым правителем, подтверждают отчеканенные с его именем монеты. Тем не менее, согласно И. Х. Узунчаршилы, господство сельджуков вскоре было заменено господством ильханов, и все «турецкие истории, указывающие на 699 [1300] год, когда Османское государство стало независимым, безусловно, неверны». Осман продолжал управлять уджем, но уже под сюзеренитетом ильханов. В 1317 году, когда Эмир Темирташ Чобаноглу приглашал к себе уджбеев, Осман был среди них. Существующие записи, согласно которым Орхан-бей должен был каждый год приносить определённую дань, показывают, что и Осман-бей, и его сын признавали сюзеренитет ильхана. По мнению Э. Алдерсона полная независимость османского бейлика наступила со смертью ильхана Абу Саида в 1335 году.

### Расширение границ
При Эртогруле раздел между владениями Византии и пастбищами кайы проходил по реке Сангарий. Ещё в 1280 году Михаил Палеолог закончил строительство крепостей вдоль реки, укрепляя свои границы в Малой Азии. Но в 1302 году вследствие сильного разлива Сангарий изменил русло. Укрепления стали бесполезны и, как результат, греки ушли от них, а люди Османа стали занимать территории на другом (византийском) берегу реки. Пахимер описывает голод и нехватку воды в Никее и Никомедии, нападения турок на посёлки у самого Босфора. Пахимером, очевидцем событий, описана и обстановка в Константинополе:
Нет ни одного дня без нового слуха, что противник атакует крепости на побережье, забирает людей или убивает их… Между нами и противником оставались только проливы. Никто не смеет идти на противоположный берег. В Константинополе полно нищих и людей, спящих на улицах, нищета и заразные болезни.Пахимер

Ситуация осложнялась тем, что некоторые из греческих наместников, не получая помощи из Константинополя и не надеясь на неё, сдавали крепости Осману и переходили в его войско, как, например, легендарный Кёсе Михаль. В этих условиях императору пришлось реагировать и он послал в Никомедию войско под командованием Георгия Музалона. 27 июля 1302 произошло событие, после которого Осман начинает появляться в Византийских хрониках — битва при Вафии. Он становится известен, и его начинают воспринимать всерьёз. Это первый факт (из очень малого числа) из его жизни, который известен достоверно. Халил Иналджик указывает, что, судя по османским хроникам, до этой битвы сын Эртогрула не был лидером среди всех вождей в регионе, каждый из них действовал независимо. Во время рейда против Гёйнюк-Тракли ему пришлось полагаться на сотрудничество местных турок и византийских наместников в районе между реками Сакарья и Гёйнюк. Союзники Османа в этом районе присоединились к нему, чтобы вместе противостоять Византии. Кёсе Михаль в то время был равным ему, а не вассалом. Описание битвы есть у Пахимера: 
Месяца Антестериона, двадцать седьмого [числа], где-то возле Вафии, местность же эта возле чудесной Hикомидии, — Атман вместе со своим войском, исчисляемым во многие тысячи, внезапно приступив…Пахимер
Й. Хаммер неверно идентифицировал Вафию как Коюнхисар. На самом деле битва произошла недалеко от Никомедии на побережье. По описанию битвы, армия Георгия Музалона состояла из византийских солдат, наёмников аланов и местного ополчения, всего около двух тысяч людей. Но в этой армии не было единства, потому что как раз перед битвой наёмникам были даны деньги и принадлежащие ополчению лошади. Войско Османа, по словам Пахимера, во многом превосходило греков, потому что он привлёк союзников. Люди даже из Пафлагонии присоединились к походу в ожидании добычи. Армия состояли как из пеших воинов, так и из всадников. Пахимер пишет, что из-за несогласованности и нежелания сотрудничать атака греков захлебнулась и они побежали, укрывшись в близлежащем городе Никомедии. Наёмники храбро контратаковали: чтобы греки могли отступить, аланы пожертвовали собой. Эта победа означала получение контроля над окрестностями Никомедии.
Слух о победе разнёсся широко, и поток охотников за добычей, пополнявших войско, возрос. Новопереселенцы составляли большую часть его армии. После этой битвы Осман начал планомерно придвигать границы своего бейлика в сторону моря. Большое число исламских учёных и дервишей также начало стекаться в земли бейлика. Приток воинов газавата и различных авантюристов в свои владения поощряли и последующие османские правители.
Вторую попытку остановить Османа, по словам Пахимера, Андроник II предпринял, послав войско во главе со стратопедархом Сиуросом. Эту армию Осман разбил у крепости под названием Катоикия, которую он также захватил. Далее Пахимер сообщает, что Осман занял Белокому (Биледжик), тем самым «набрав великое богатство и жил в процветании и использовал крепости в качестве места хранения для сокровищ».
Поздние османские источники упоминают битву при Димбосе (проход через перевал по пути от Коюнхисара к Бурсе), состоявшуюся в 1303 году. Согласно им, в этой битве победил Осман, хотя обе стороны понесли большие потери. Ещё один племянник правителя (Айдогду-бей) погиб. В отличие от битвы при Вафии, эта битва никакими сторонними или современными событиям источниками не подтверждается. В 1305 году отряды кайы взяли крепости Шиле и Йорос. Противостоять набирающим силу отрядам Османа было всё сложнее. Андроник II нанял каталонцев, и у Лефкаи отряды Османа были разбиты. Однако вскоре силы Византии оказались подорваны бунтом наёмников и внутренними распрями. Конийский султанат, длительное время бывший главным соперником Византии в Малой Азии, в 1307 году распался, и его место оказалось занято бейликами, ранее зависимыми от него. Отношения Османа с соседями были сложными, с Гермияногуллары происходили постоянные конфликты.
Согласно традиции, первая османская морская операция — захват острова Имрали — произошла в 1308 году. В Византийской империи остров назывался Калолимни и использовался в качестве базы для снабжения Бурсы. Остров был захвачен Эмиром Али (отцом которого был Айгуд-альп или Уйгур-альп, дружинник Османа), в связи с чем и получил новое название Имралы. Эмир Али захватил (неясно в какое время) крепость Хереке на северном побережье Измитского залива, что позволило контролировать связи Никомедии с Константинополем.

Император, неохотно используя каталонских и аланских наемников, пробовал прибегнуть к другому способу борьбы с тюрками. Ещё ранее к Газан-хану (умер в мае 1304 года) был направлен византийский посол с предложением союза, скреплённого браком Газан-хана с византийской принцессой. Предположительно, этой принцессой была Ирина Палеолог, незаконнорождённая дочь Андроника II. После смерти Газан-хана в 1304 году византийский император почувствовал себя разочарованным, а Осман начал свою кампанию в долине Сакарья в августе 1304 года. Согласно Пахимеру, ильхан Худабандэ Олджейту пообещал Андронику II 40 000 воинов для противостояния экспансии Османа. Пахимер связывает это с браком ильхана и византийской принцессы. Согласно А. Миллингену, этой принцессой была Мария, побочная дочь Михаила Палеолога, сестра Андроника. Мария отправилась в Никею, для продолжения переговоров с предполагаемым женихом и приободрения жителей города. Согласно Х. Иналджику, в Никее Мария организовала брак византийской принцессы с новым монгольским ханом, Олджейту, но этой принцессой была не она. Её презрительное поведение по отношению к Осману и угрозы привести монгольское войско против него только разозлили его. Осман поторопился захватить крепость Трикоккия до подхода сил монголов и сделал её своей базой для операций против Никеи. Трикоккия была единственной крепостью, которую Осман взял штурмом, а не осадой. Причём единственными приспособлениями, использованными отрядами Османа, были рампы (пандусы). Олджейту отправил не 40 000, а 30 000 человек, как сказано «для отвоевания многочисленных городов, захваченных турками в Вифинии». Результат столкновения войск Османа и Олджейту османские историки не описывают, города Вифинии так и не вернулись к Византии. Тем не менее ещё в 1317—1318 году правитель бейлика и его сын, Орхан, были среди тех, кто был приглашён принести оммаж Хулагуидам. Каждый год, согласно записям, они собирали для монголов дань и пересылали им.

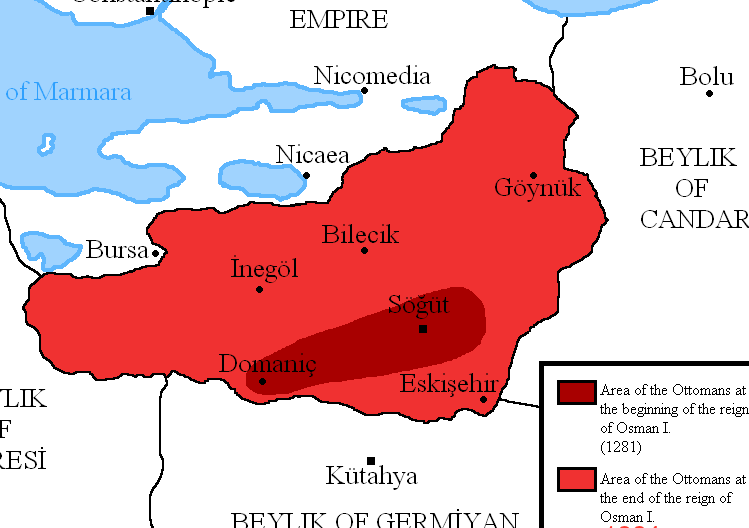
Расширение территории к концу правления Османа (1324)

В 1316 году отряды кайи завладели горой Малый Олимп (хребет Улудаг), с которой хорошо просматривается Бурса. Известно, что в 1317—1318 годах, окружённый со всех сторон крепостями, уже захваченными Османом, город платил ему дань. В 1321 году Османом был захвачен порт Муданья, после чего Бурса оказалась отрезана от мира. Эта осада оказалась последней кампанией основателя будущей империи, хотя он фактически не участвовал в сражении. Бурса была важным стратегическим пунктом, позволявшим контролировать торговые пути. После завоевания города, он стал столицей для сына Османа, Орхана. Из текста вакуфного документа 1324 года можно увидеть, что Осман называет себя «Торжеством веры», а его сын Орхан называет себя «Защитник веры». Большинство тюркских вождей XIII века примеряли на себя титулы «меч веры», «победитель веры», «воитель веры». Но Осман и его потомки сумели использовать идеологию «гази» для прикрытия грабительского характера войн и набегов.
Традиционно было принято считать, что Осман умер после того, как Бурса пала. Однако, изучив тексты вакуфных документов Аспорчи-хатун и Орхана, Узунчаршилы сделал вывод, что Осман умер между 23 сентября 1323 и мартом 1324 годом, поэтому сейчас за год смерти принято считать 1324 год.

### Структура управления
Не мусульмане не принуждались к насильственному обращению, эта религиозная терпимость привела к малому сопротивлению во время захвата турками новых территорий. Как писал Успенский, «Осман не являлся разорителем страны. Он отдает города и села своим сподвижникам в ленное владение, щадит народ, убавляет налоги, уважает христианство. Под его патриархальной властью вифинские крестьяне не жалели о византийском чиновнике; и, судя по многим данным, населенность и богатство страны быстро возросли».
Первое время существования бейлика он управлялся традиционным для кочевников способом: в управлении участвовали все члены семьи, один из них, избираемый советом, признавался в качестве верховного правителя. Другие члены семьи практически самостоятельно управляли различными областями. Османские источники сообщают, что по распоряжению Османа Орхан управлял Караджахисаром, ему помогал Гюндуз Альп, Хасан Альп получил Ярхисар, Тургут Альп был направлен в Инегёль, Шейх Эдебали получал налоги в Биледжике.
При Османе началась практика выдачи тимаров (земельных наделов, даваемых на время служения). Осман чеканил монету. Найдено две разных монеты.
По мере захвата городов, пусть небольших, Осман столкнулся с новыми для себя формами социального устройства. С переходом к оседлой жизни необходимо было выработать институты управления. В этом ему во многом помогал его тесть Эдебали, а также прибывшие под его начало образованные люди, в том числе и из населения захваченных городов. При Османе были установлены первые налоги и пошлины, назначены имамы в мечети. При Османе произошло обращение племени в ислам. Правильно определив направление расширения территории, Осман начал использовать тезис «священной войны», который был подхвачен потомками. Благодаря ему он получил поддержку улемов. Он получил поддержку ахи (объединения ремесленников и торговцев), что позволило ему перенести административную модель из городов Малой Азии.

## Семья
Достоверно известно о двух жёнах Османа: Малхун-хатун (ум. после 1324 года) и Рабия Бала-хатун (ум. ок. 1324 года). Рабия Бала была дочерью знаменитого праведника Шейха Эдебали. Легенды называли её матерью Алаэддина-паши. Колин Имбер считал, что сына с именем «Алаэддин-паша» у Османа не было. Имбер указывал, что впервые упоминается сын Османа, не являющийся Орханом, у Оруджа и в Анонимной хронике. Они же позаимствовали рассказ в несохранившейся хронике, написанной в 1422/23 году. Однако все эти хроники называли второго сына Османа «Али-паша». Колин показал, что рассказ про Али-пашу является поздним включением в текст. Имя «Алаэддин» впервые появляется у Ашикпашазаде, который пересказывает тот же самый рассказ, что Орудж и Анонимная хроника, но меняет имя сыну Османа.
Ранее, в соответствии с легендой, считалось, что матерью Орхана Гази была дочь шейха Эдебали. Обнаруженные документы вакуфа Орхана от 1324 года, изученные и опубликованные Хусейном Хусамеддином в 1926 году, называют матерью Орхана «Мал-хатун, дочь Омер-бея». Существуют различные предположения о том, кем был этот «Омер-бей». Возможно, что это правитель «Амури», небольшого княжества, упомянутого Пахимером.
Помимо Орхана и Алаэддина хроники называют сыновьями Османа Чобана, Хамида, Мелика, Пазарлу, Савджи и сына, чьё имя неизвестно. Также у него была дочь Фатьма. Матери этих детей неизвестны. Как предполагает И.Узунчаршилы, Чобан и Хамид были названы в честь самых влиятельных анатолийских современников Османа I — временного правителя государства Хулагуидов эмира Чобана и правителя бейлика Хамидидов Фелекюддин Дюндар-бея. У Мелика и Пазарлу были дочери, а у сына, имя которого неизвестно, трое сыновей. Четыре брата зафиксированы как свидетели в дарственной Орхана от 1324 года, брат Пазарлу упоминается в хронике Иоанна Кантакузина как один из командиров в битве при Пелеканоне в 1328 году.
Существует легенда о том, как Осман женился. Он влюбился в прекрасную девушку, заметив её случайно. Не поговорив с её отцом, он послал к ней человека с предложением, но она отказала, «сочтя себя недостойной или решив, что это шутка». Тогда Осман её украл. Судя по всему это девушка из семьи с невысоким социальным статусом, и Осман в момент женитьбы был очень молод. Эта девушка не может быть дочерью бея, как Мал-хатун, или шейха, как Рабия. Возможно, речь идёт ещё об одной жене Османа, хронологически более ранней.

## Меч Османа
Меч Османа — это государственная реликвия, использовавшаяся в процедуре интронизации османских султанов. Сама процедура включает в себя «опоясывание мечом» и является аналогом европейской коронации, помазания на царство. Утверждалось, что истоки церемонии восходят к шейху Эдебали и Осману — якобы шейх Эдебали опоясал Османа «мечом ислама», благословив таким образом на борьбу с неверными. Эдебали был шейхом тариката мевлеви. Существуют утверждения, что в опоясывании мечом последующих правителей участие главы тариката было обязательным. Якобы, он специально для этого прибывал из Коньи в Стамбул, потому что более никто не имел права опоясывать мечом султана. Изучение записей о процедурах показывает, что это не так. Также существует легенда, гласящая, что опоясал мечом Османа Хаджи Бекташ Вели. Однако согласно исследованиям М. Ф. Кёпрюлю и М. Озтюрка, Хаджи Бекташ умер около 1270 г. и не дожил до времени правления Османа. После завоевания Константинополя ритуал проводился в Мечети Эйюпа. До начала XX века на неё не допускались не мусульмане. Неизвестно, действительно ли эта процедура восходит к Осману и Эдебали; остались записи о процедуре опоясывания мечом начиная с Мурада II.

## Память и оценка
Вся османская историография изображает Османа полусвятым человеком.
Известно, что у туркменских племён племя (или его часть) называлось по имени предводителя. То, что племя кайи стало называться по имени Османа, говорит о том, что именно при нём племя усилилось, стало заметно на исторической арене. Рахманалиев писал: «Историческая роль Османа заключалась в деятельности племенного вождя, сплотившего вокруг себя народ».
Государство, основы которого Осман заложил, и династия правителей названы по его имени. Население государства называлось османами (оттоманами) до начала XX века, пока империя не рухнула. Деятельность и личность Османа как основателя государства и династии высоко оцениваются историками и прошлого, и современности. Успенский отметил, что «Осман, действовал не только силою, но и хитростью». Лорд Кинросс писал: «Осман был мудрым, терпеливым правителем, которого люди искренне уважали и были готовы преданно служить ему <…> Осману, конечно, было присуще естественное чувство превосходства, но он никогда не стремился самоутвердиться с помощью власти, и потому его уважали не только равные ему по положению, но и те, кто превосходил его способностями, на поле боя или на совете. Осман не вызывал в своих людях чувства соперничества — только преданности». Гиббонс считал, что Осман «достаточно велик, чтобы использовать знающих [masterful] людей».
«Осман для оттоманов [населения империи] — то же самое, что Ромул для римлян», — пишет Кемаль Кадафар.

## Комментарии
1. ↑   Дурсун Факых был назначен Османом кади.  Дурсун тоже был женат на дочери Эдебали.
2. ↑  «Василевс Михаил, [когда еще] был жив, предупреждая эти [нападения], возвел укрепления, поставив высочайший частокол из обструганных топором бревен,– непреодолимый посередине,– на расстояние в 100 шагов в ширину, как я прежде говорил. С этого времени это стало мощным препятствием для набегов перса...Однако тогда же Сангарий, разлившись из-за дождей, опять оставил это свое собственное русло, которое он издавна занимал... Там, где он отступал, он позволял переправиться всякому, там же, где он разлился, он не только из-за разлива не обеспечивал потоку глубины, но, спускаясь с краснобоких гор, образовывал к тому же наносы и предоставлял желающему возможность переправиться на ту сторону по галькам. Обитатели гарнизонов на той (византийской.– Д. К.) стороне, увидев эту странную перемену и зная, [что] они скоро окажутся в опасности, ушли все...». Пахимер[63]
3. ↑  Колин Имбер считает, что истории о соратниках Османа, в частности — о Кёсе Михале, являются вымыслом[3].
4. ↑  Хронистами и историками отмечаются протурецкие настроения у Византийских феодалов и наместников[66].
5. ↑  Пахимер называет его Сharmpantane, Миллинген расшифровывает это имя как Чарбанда[82].
6. ↑  Трикоккия описывается как крепость, расположенная в непосредственной близости к Никее в горах, как застава[84]. Точно идентифицировать это место не удалось, утверждение Хаммера, что Трикоккия - это Кочхисар, не подкрепляется доказательствами[87].

### На русском языке
- Аверьянов Ю. Хаджи Бекташ Вели и суфийское братство бекташийа. — М.: Издательский дом «Марджани», 2017. — 688 с. — (Bibliotheca Islamica). — ISBN 5040013779. — ISBN 9785040013777.
- Бальфур Дж.П. Османская империя. Шесть столетий от возвышения до упадка. XIV–XX вв. — М.: Центрполиграф, 2017. — 420 с. — ISBN 5040661541, 9785040661541.
- Греков И.Б. Османская империя и страны Центральной, Восточной и Юго-Восточной Европы в XV-XVI вв: главные тенденции политических взаимоотношений. — М.: Наука, 1984. — 300 с.
- Григора Никифор. Римская история Никифора Григоры, начинающаяся со взятия Константинополя латинянами. Том 1. — СПб.: Тип. Императорской Академии Наук, 1862. — (Византийские историки, переведенные с греческого при С. Петербургской Духовной Академии).
- Дьячков С. В. История средневекового Востока: Конспект лекций. — Х.: ХНУ имени В. Н. Каразина, 2013. — 420 с.
- Еремеев Д. Е., Мейер М. С. История Турции в средние века и новое время. — М.: Издательство Московского университета, 1992. — 246 с. — ISBN 5211022017. Архивировано 4 февраля 2020 года.
- Ихсаноглу Э. История Османского государства, общества и цивилизации: В 2-х т / Перевод с турецкого В. Б. Феоновой под ред. М. С. Мейера. — М.: Восточная литература, 2006. — Т. 1. — 603 с. — ISBN 5-02-018511-6.
- Кинросс, Патрик. Расцвет и упадок Османской империи. На родине Сулеймана Великолепного. — М.: Крон-пресс, 2017.
- Георгий Пахимер. Из «Συγγραφικῶν ἱστοριῶν» Георгия Пахимера // Византийский временник / Пер. с греч.: Д. А. Коробейникова. Отв. ред.: Г. Г. Литаврин. — М.: Наука, 2000. — Т. 59 (84). — С. 288—292. — 304 с. — ISBN 5-02-008594-4.
- Петросян Ю. А. Османская империя. — М.: Наука, 1993. — 185 с.
- Райс Т. Сельджуки. Кочевники — завоеватели Малой Азии. — М.: Центрполиграф, 2017. — 238 с. — (Загадки древних цивилизаций). — ISBN 5457030172. — ISBN 9785457030176.
- Рансимен C. Падение Константинополя в 1453 году. — М.: Изд-во Сретенского монастыря, 2008.
- Рахманалиев Р. Империя тюрков. Великая цивилизация. Тюркские народы в мировой истории с X в. до н. э. по XX в. н. э. — М.: Рипол Классик, 2008. — ISBN 5386008471. — ISBN 9785386008475.
- Тверитинова А.С. Фальсификация истории средневековой Турции в кемалистской историографии // Византийский временник. — М.: Издательство АН СССР, 1953. — Т. VII. — С. 9—31. — ISBN 5447574978.
- Успенский Ф.И. История Византийской империи: XI-XV вв. — М.: Мысль, 1996. — ISBN 524400882X. — ISBN 9785244008821.
- Финкель К. История Османской империи: Видение Османа = Osman's Dream. The Story of the Ottoman Empire 1300—1923 / перевод Алексеев К., Яблоков Ю.. — М.: АСТ, 2017. — 832 с. — (Страницы истории). — ISBN 978-5-17-081975-1.
- Франчес Э. Классовая позиция византийских феодалов в период турецкого завоевания : Византийский временник: Издаваемый институтом Истории Академии наук СССР  / Перевод В. П. Яблонской. — М.: Издательство АН СССР, 1959. — Т. XV(40). — С. 71—99.

### На других языках
- Akgunduz A., Ozturk S. Ottoman History - Misperceptions and Truths. — IUR Press, 2011. — 694 p. — ISBN 9789090261089. Архивировано 8 августа 2021 года. (англ.)
- Alderson A. D. The Structure of the Ottoman Dynasty (англ.). — Oxford: Clarendon Press, 1956.
- Aşık Paşazade. Osmanoğulları'nın Tarihi (тур.). — İstanbul: K Kitaplığı, 2003. — 615 p. — ISBN 975-296-043-X.
- Babinger F., Mayr J. Die Geschichtsschreiber der Osmanen und ihre Werke (нем.). — Harrassowitz, 1927. — 477 p.
- Başar Fahamettin. Ertuğrul Gazi (тур.) : Islamansiklopedisi. — 1995. — Vol. 11. — P. 314—315.
- Danişmend İ. H. İzahlı Osmanlı tarihi kronolojisi. — Türkiye Yayınevi, 1947. — P. 30.
- Darling L. T. Reformulating the Gazi Narrative: When was the Ottoman State a Gazi State? (англ.) : Turcica. — 2011. — No. 43. — P. 13—53.
- Gibbons H.A. The Foundation of the Ottoman Empire: A History of the Osmanlis Up To the Death of Bayezid I 1300-1403 (англ.). — Routledge, 2013. — 379 p. — ISBN 1135029822, 9781135029821.
- Heath I. Byzantine Armies: AD 1118—1461 (англ.). — Osprey, 1995. — 48 p. — (MEN-AT-ARMS). — ISBN 9781855323476.
- Imber C. The Ottoman Dynastic Myth (англ.) : Turcica. — 1987. — No. XIX. — P. 7—27. — doi:10.2143/TURC.19.0.2014268.
- Imber C. The Ottoman Empire, 1300-1650: The Structure of Power (англ.). — Macmillan Education UK, 2009. — 448 p. — ISBN 9780230574502.
- Imber C. The Legend of Osman Gazi (англ.) : The Ottoman Emirate (1300–1389). Halcyon Days in Crete I: A Symposium Held in Rethymnon, 11–13 January 1991  / Zachariadou E.. — Crete University Press, 1993. — P. 67—76. — ISSN 760-7309-58-8.
- Imber C. OTHMAN I (англ.). — Leiden: BRILL, 1995. — Vol. VIII. — С. 180—182. — (Encyclopaedia of Islam, New Edition).
- İnalcık H. Osman Gazi'nin İznik (Nicaea) Kuşatması ve Bafeus Savaşı (тур.) : Söğütten Istanbula. — 2000. — P. 301—337.
- İnalcık H. Osman Ghazi's Siege of Nicaea and the Battle of Bapheus (англ.) : The Ottoman Emirate (1300–1389). Halcyon Days in Crete I: A Symposium Held in Rethymnon, 11–13 January 1991  / Zachariadou E.. — Crete University Press, 1994. — P. 55—81. — ISSN 960-7309-58-8.
- İnalcık H. Osmanlı Beyliği'nin Kurucusu Osman Beg (тур.) : Belleten. — 2007. — Num. 08. — S. 479—537.
- İnalcık  H. Osman I (тур.) : Islamansiklopedisi. — 2007. — Vol. 33. — P. 443—453.
- İnalcık  H., Akbaygil I. The Struggle Between Osman Gazi and The Byzantines For Nicaea (англ.) : İznik: Throughout History. — Türkiye İş Bankası Kültür Yayınları, 2003. — P. 59—85.
- Kaçar H. A Mirror for the Sultan: State Ideology in the Early Ottoman Chronicles, 1300-1453 (англ.). — 2015.
- Kafadar K. Osman Beg and his Uncle: Murder in the Family // Studies in Ottoman History in Honour of Professor V.L. Mélange. — Piscataway, NJ, 2011. — P. 157—164. — ISBN 9781463233723.
- Kafadar K. Between Two Worlds: The Construction of the Ottoman State (англ.). — University of California Press, 1995. — 221 p. — ISBN 0520206002, 9780520206007.
- Kozan Ali. Ertuğrul Gazi’nin Babası Süleyman Şah mı? Gündüz Alp mi? (тур.).
- Lindner Rudi Paul. Explorations in Ottoman Prehistory (англ.). — University of Michigan Press, 2007.
- Lindner Rudi Paul. Nomads and Ottomans in Medieval Anatolia (англ.). — Research Institute for Inner Asian Studies, Indiana University, 1983. — Vol. 144. — 167 p. — (Indiana University Uralic and Altaic series). — ISBN 0933070128, 9780933070127.
- Lowry, Heath W. The Nature of the Early Ottoman State (англ.). — Albany: SUNY Press, 2003.
- Magill F.N. The Middle Ages: Dictionary of World Biography. — Routledge, 2012. — 1070 p. — (В). — ISBN 1136593136, 9781136593130.
- Millingen A. van. Byzantine Churches In Constantinople Their History And Architecture (англ.). — Macmillan And Co. London, 1912. — 477 p.
- Peirce, Leslie P. The Imperial Harem: Women and Sovereignty in the Ottoman Empire (англ.). — Oxford: Oxford University Press, 1993. — ISBN 0195086775, 9780195086775.
- Şahin H. Yahşi Fakih (тур.) : Islamansiklopedisi. — 2013. — Vol. 43. — P. 180—182.
- Pachymeres G., Bekker I. De Michaele et Andronico Palaeologis libri tredecim,I. — Bonn: E. Weber, 1835. — Vol. 36. — (Corpus Scriptorum Historiae Byzantinae). (греч.) (лат.)
- Pachymeres G., Bekker I. De Michaele et Andronico Palaeologis libri tredecim,II. — Bonn: E. Weber, 1835. — Vol. 37. — (Corpus Scriptorum Historiae Byzantinae). (греч.) (лат.)
- Rosenwein B. H. Reading the Middle Ages: Sources from Europe, Byzantium, and the Islamic World, Second Edition (англ.). — University of Toronto Press, 2013.
- SABEV O. The Legend of Köse Mihal - Additional Notes (англ.) : Turcica. — 2002. — No. 34. — P. 241—253. — doi:10.2143/TURC.34.0.884.
- Süreyya M. Sicill-i Osmani (тур.). — 1996. — Vol. 5. — P. 1667.
- Uzunçarşılı I.H. Gazi Orhan Bey Vakfiyesi (тур.) // Belleten. — 1941. — Vol. V. — Sayıl. 19. — P. 277—288.